# Llista de topònims de Bellprat
Llista de topònims (noms propis de lloc) del municipi de Bellprat, a l'Anoia
Informació actualitzada per un bot. Els canvis manuals es perdran quan s'actualitzi!

## cabana
| imatge | Nom                   | Ubicat a | instància de | Detalls | coordenades                                                         | Protecció | Commons (més fotos) | Dades a WD                    |
| ------ | --------------------- | -------- | ------------ | ------- | ------------------------------------------------------------------- | --------- | ------------------- | ----------------------------- |
|        | era de l'Huguet       | Bellprat | cabana       |         | 41° 30′ 35″ N, 1° 24′ 36″ E / 41.5096788877662°N,1.4100736679217°E  |           |                     | Modifica les dades a Wikidata |
|        | pallissa de Riudeboix | Bellprat | cabana       |         | 41° 30′ 22″ N, 1° 25′ 32″ E / 41.5061184989492°N,1.42559354871267°E |           |                     | Modifica les dades a Wikidata |

## església
| imatge | Nom                       | Ubicat a | instància de     | Detalls                                   | coordenades | Protecció                                  | Commons (més fotos)       | Dades a WD                    |
| ------ | ------------------------- | -------- | ---------------- | ----------------------------------------- | --- | ------------------------------------------ | ------------------------- | ----------------------------- |
|        | Sant Cristòfol            | Bellprat | església capella |                                           | 41° 30′ 49″ N, 1° 27′ 29″ E / 41.513592°N,1.458004°E 850 msnm                                                                          |                                            |                           | Modifica les dades a Wikidata |
|        | Sant Esteve de Ferriols   | Bellprat | església         | Estil: arquitectura romànica 13rd century | 41° 31′ 44″ N, 1° 24′ 15″ E / 41.52886°N,1.40414°E ca:Mas dels Ferriols, Bellprat 691 msnm                                             | bé integrant del patrimoni cultural català | Sant Esteve de Ferriols   | Modifica les dades a Wikidata |
|        | Sant Jaume de Queralt     | Bellprat | església capella | Estil: arquitectura romànica              | 41° 30′ 45″ N, 1° 27′ 31″ E / 41.51244°N,1.45854°E ca:Camí que surt de la carretera de la Llacuna a Santa Coloma de Queralt, km, 7,700 | bé integrant del patrimoni cultural català | Sant Jaume de Queralt     | Modifica les dades a Wikidata |
|        | Sant Salvador de Bellprat | Bellprat | església         | Estil: arquitectura barroca               | 41° 31′ 02″ N, 1° 26′ 02″ E / 41.51726°N,1.434°E                                                                                       | bé integrant del patrimoni cultural català | Sant Salvador de Bellprat | Modifica les dades a Wikidata |

## font
| imatge | Nom                  | Ubicat a | instància de | Detalls | coordenades                                                         | Protecció | Commons (més fotos) | Dades a WD                    |
| ------ | -------------------- | -------- | ------------ | ------- | ------------------------------------------------------------------- | --------- | ------------------- | ----------------------------- |
|        | font de Bon Nom      | Bellprat | font         |         | 41° 30′ 54″ N, 1° 24′ 32″ E / 41.5151040220466°N,1.4089821927019°E  |           |                     | Modifica les dades a Wikidata |
|        | font de Riudeboix    | Bellprat | font         |         | 41° 30′ 09″ N, 1° 25′ 33″ E / 41.5025473384712°N,1.42593168025152°E |           |                     | Modifica les dades a Wikidata |
|        | font de la Garsa     | Bellprat | font         |         | 41° 30′ 03″ N, 1° 26′ 12″ E / 41.5007392059133°N,1.43666250136024°E |           |                     | Modifica les dades a Wikidata |
|        | font del Carraca     | Bellprat | font         |         | 41° 30′ 45″ N, 1° 24′ 07″ E / 41.5125932857617°N,1.40199760170864°E |           |                     | Modifica les dades a Wikidata |
|        | font del Mateu       | Bellprat | font         |         | 41° 31′ 13″ N, 1° 27′ 11″ E / 41.5201449515861°N,1.45298582130844°E |           |                     | Modifica les dades a Wikidata |
|        | font del Nadal       | Bellprat | font         |         | 41° 31′ 07″ N, 1° 24′ 47″ E / 41.5184919425328°N,1.4129858238356°E  |           |                     | Modifica les dades a Wikidata |
|        | font del Regueral    | Bellprat | font         |         | 41° 31′ 23″ N, 1° 26′ 34″ E / 41.5231759483063°N,1.44265434966278°E |           |                     | Modifica les dades a Wikidata |
|        | font dels Esclops    | Bellprat | font         |         | 41° 31′ 40″ N, 1° 26′ 40″ E / 41.5277651869468°N,1.44433018451659°E |           |                     | Modifica les dades a Wikidata |
|        | font dels Sabruquets | Bellprat | font         |         | 41° 30′ 04″ N, 1° 27′ 21″ E / 41.5012071731905°N,1.45596472427649°E |           |                     | Modifica les dades a Wikidata |

## granja
| imatge | Nom                | Ubicat a | instància de | Detalls | coordenades                                                         | Protecció | Commons (més fotos) | Dades a WD                    |
| ------ | ------------------ | -------- | ------------ | ------- | ------------------------------------------------------------------- | --------- | ------------------- | ----------------------------- |
|        | Granges del Bordes | Bellprat | granja       |         | 41° 30′ 41″ N, 1° 24′ 54″ E / 41.5114952818627°N,1.41507403198958°E |           |                     | Modifica les dades a Wikidata |
|        | Granges del Cotero | Bellprat | granja       |         | 41° 31′ 37″ N, 1° 24′ 01″ E / 41.5269990558307°N,1.4003126704752°E  |           |                     | Modifica les dades a Wikidata |
|        | Granges del Tasco  | Bellprat | granja       |         | 41° 31′ 10″ N, 1° 25′ 53″ E / 41.5195446772413°N,1.4312842992794°E  |           |                     | Modifica les dades a Wikidata |

## masia
| imatge | Nom                  | Ubicat a | instància de | Detalls | coordenades                                                         | Protecció | Commons (més fotos) | Dades a WD                    |
| ------ | -------------------- | -------- | ------------ | ------- | ------------------------------------------------------------------- | --------- | ------------------- | ----------------------------- |
|        | Ca l'Alemany         | Bellprat | masia        |         | 41° 30′ 09″ N, 1° 26′ 50″ E / 41.502619493442°N,1.44713687045563°E  |           |                     | Modifica les dades a Wikidata |
|        | Ca l'Estripet        | Bellprat | masia        |         | 41° 29′ 43″ N, 1° 26′ 55″ E / 41.4951810369325°N,1.44857248269853°E |           |                     | Modifica les dades a Wikidata |
|        | Ca la Magina         | Bellprat | masia        |         | 41° 29′ 47″ N, 1° 27′ 13″ E / 41.4964116164937°N,1.45367063025298°E |           |                     | Modifica les dades a Wikidata |
|        | Cal Bosquets         | Bellprat | masia        |         | 41° 29′ 56″ N, 1° 28′ 27″ E / 41.4989206305597°N,1.47427757084814°E |           |                     | Modifica les dades a Wikidata |
|        | Cal Botines          | Bellprat | masia        |         | 41° 31′ 55″ N, 1° 27′ 30″ E / 41.531809234441°N,1.45836561995105°E  |           |                     | Modifica les dades a Wikidata |
|        | Cal Cartró           | Bellprat | masia        |         | 41° 32′ 02″ N, 1° 26′ 52″ E / 41.533971230188°N,1.4477173840234°E   |           |                     | Modifica les dades a Wikidata |
|        | Cal Caselles         | Bellprat | masia        |         | 41° 31′ 22″ N, 1° 28′ 41″ E / 41.522666430343°N,1.4779499602211°E   |           |                     | Modifica les dades a Wikidata |
|        | Cal Cases            | Bellprat | masia        |         | 41° 31′ 22″ N, 1° 27′ 51″ E / 41.5227880022449°N,1.4640330070614°E  |           |                     | Modifica les dades a Wikidata |
|        | Cal Cià              | Bellprat | masia        |         | 41° 29′ 51″ N, 1° 29′ 22″ E / 41.497596876411°N,1.4893194677903°E   |           |                     | Modifica les dades a Wikidata |
|        | Cal Claramunt        | Bellprat | masia        |         | 41° 31′ 28″ N, 1° 25′ 58″ E / 41.5244909641958°N,1.43271091943885°E |           |                     | Modifica les dades a Wikidata |
|        | Cal Gol              | Bellprat | masia        |         | 41° 31′ 37″ N, 1° 27′ 22″ E / 41.5269167747631°N,1.45622845588814°E |           |                     | Modifica les dades a Wikidata |
|        | Cal Janot            | Bellprat | masia        |         | 41° 30′ 07″ N, 1° 26′ 42″ E / 41.5020583047538°N,1.44493375404743°E |           |                     | Modifica les dades a Wikidata |
|        | Cal Josepet          | Bellprat | masia        |         | 41° 31′ 51″ N, 1° 27′ 55″ E / 41.530785058415°N,1.46529418717114°E  |           |                     | Modifica les dades a Wikidata |
|        | Cal Manco            | Bellprat | masia        |         | 41° 30′ 31″ N, 1° 26′ 55″ E / 41.5085764992502°N,1.44871996925545°E |           |                     | Modifica les dades a Wikidata |
|        | Cal Manyer           | Bellprat | masia        |         | 41° 31′ 52″ N, 1° 26′ 04″ E / 41.5310644865662°N,1.43457795928177°E |           |                     | Modifica les dades a Wikidata |
|        | Cal Pellisser        | Bellprat | masia        |         | 41° 30′ 19″ N, 1° 26′ 28″ E / 41.5052835781459°N,1.440998423296°E   |           |                     | Modifica les dades a Wikidata |
|        | Cal Quic             | Bellprat | masia        |         | 41° 29′ 46″ N, 1° 29′ 12″ E / 41.4961384523224°N,1.48662253840757°E |           |                     | Modifica les dades a Wikidata |
|        | Cal Sanaüja          | Bellprat | masia        |         | 41° 31′ 16″ N, 1° 26′ 14″ E / 41.521219560733°N,1.4372360524702°E   |           |                     | Modifica les dades a Wikidata |
|        | Cal Tico             | Bellprat | masia        |         | 41° 30′ 12″ N, 1° 27′ 09″ E / 41.5032224332067°N,1.45244222231124°E |           |                     | Modifica les dades a Wikidata |
|        | Cal Tudor            | Bellprat | masia        |         | 41° 31′ 14″ N, 1° 26′ 25″ E / 41.5205029972447°N,1.44015373967253°E |           |                     | Modifica les dades a Wikidata |
|        | Cal Vador            | Bellprat | masia        |         | 41° 31′ 22″ N, 1° 28′ 22″ E / 41.522662032342°N,1.47283300774612°E  |           |                     | Modifica les dades a Wikidata |
|        | Casa Blanca          | Bellprat | masia        |         | 41° 29′ 53″ N, 1° 26′ 47″ E / 41.4981339216234°N,1.44646531349711°E |           |                     | Modifica les dades a Wikidata |
|        | Mas Montuny          | Bellprat | masia        |         | 41° 30′ 40″ N, 1° 24′ 33″ E / 41.5110789231182°N,1.40905680910393°E |           |                     | Modifica les dades a Wikidata |
|        | Mas Monyer           | Bellprat | masia        |         | 41° 31′ 46″ N, 1° 25′ 52″ E / 41.5293682399968°N,1.43105894211316°E |           |                     | Modifica les dades a Wikidata |
|        | Masia de Cal Salvet  | Bellprat | masia        |         | 41° 30′ 08″ N, 1° 27′ 37″ E / 41.5022454847947°N,1.46018142286714°E |           |                     | Modifica les dades a Wikidata |
|        | Masia de l'Apotecari | Bellprat | masia        |         | 41° 31′ 36″ N, 1° 24′ 53″ E / 41.5267950094066°N,1.41484444272392°E |           |                     | Modifica les dades a Wikidata |
|        | Masia de la Garsa    | Bellprat | masia        |         | 41° 30′ 04″ N, 1° 26′ 21″ E / 41.5012073591464°N,1.43929905400291°E |           |                     | Modifica les dades a Wikidata |
|        | Prat Nou             | Bellprat | masia        |         | 41° 29′ 46″ N, 1° 27′ 18″ E / 41.4960069326959°N,1.45505797078848°E |           |                     | Modifica les dades a Wikidata |
|        | Riudeboix            | Bellprat | masia        |         | 41° 30′ 12″ N, 1° 25′ 27″ E / 41.5033530716131°N,1.42425872310708°E |           |                     | Modifica les dades a Wikidata |
|        | el Bosquet Vell      | Bellprat | masia        |         | 41° 29′ 58″ N, 1° 28′ 14″ E / 41.4995012858081°N,1.47052593918598°E |           |                     | Modifica les dades a Wikidata |
|        | els Ferriols         | Bellprat | masia        |         | 41° 31′ 45″ N, 1° 24′ 14″ E / 41.5291924406875°N,1.40389044558493°E |           |                     | Modifica les dades a Wikidata |
|        | els Omells           | Bellprat | masia        |         | 41° 31′ 54″ N, 1° 27′ 50″ E / 41.5315852343419°N,1.46383686803002°E |           |                     | Modifica les dades a Wikidata |
|        | la Caseta            | Bellprat | masia        |         | 41° 31′ 26″ N, 1° 28′ 13″ E / 41.5239165055445°N,1.47031056773466°E |           |                     | Modifica les dades a Wikidata |
|        | la Plana             | Bellprat | masia        |         | 41° 30′ 06″ N, 1° 28′ 51″ E / 41.5016029758974°N,1.48094801097573°E |           |                     | Modifica les dades a Wikidata |

## molí d'aigua
| imatge | Nom               | Ubicat a | instància de | Detalls                     | coordenades                                                       | Protecció                                  | Commons (més fotos) | Dades a WD                    |
| ------ | ----------------- | -------- | ------------ | --------------------------- | ----------------------------------------------------------------- | ------------------------------------------ | ------------------- | ----------------------------- |
|        | Molí de Riudeboix | Bellprat | molí d'aigua |                             | 41° 30′ 11″ N, 1° 25′ 31″ E / 41.502968872449°N,1.4251426799767°E |                                            |                     | Modifica les dades a Wikidata |
|        | Molí del riu Boix | Bellprat | molí d'aigua | Estil: arquitectura popular | 41° 30′ 12″ N, 1° 25′ 26″ E / 41.50341°N,1.42402°E                | bé integrant del patrimoni cultural català |                     | Modifica les dades a Wikidata |

## muntanya
| imatge | Nom               | Ubicat a                         | instància de | Detalls | coordenades                                                         | Protecció | Commons (més fotos)  | Dades a WD                    |
| ------ | ----------------- | -------------------------------- | ------------ | ------- | ------------------------------------------------------------------- | --------- | -------------------- | ----------------------------- |
|        | Puig de Bou       | Bellprat                         | muntanya     |         | 41° 31′ 34″ N, 1° 27′ 50″ E / 41.5262°N,1.46385°E 736.7 msnm        |           |                      | Modifica les dades a Wikidata |
|        | Roca de Castellà  | Bellprat                         | muntanya     |         | 41° 31′ 02″ N, 1° 27′ 59″ E / 41.51709028°N,1.46651667°E 807.9 msnm |           |                      | Modifica les dades a Wikidata |
|        | Turó d'Esperanius | Bellprat                         | muntanya     |         | 41° 30′ 21″ N, 1° 28′ 56″ E / 41.50582778°N,1.48231389°E 730.2 msnm |           |                      | Modifica les dades a Wikidata |
|        | el Grony          | Bellprat Pontils                 | muntanya     |         | 41° 29′ 04″ N, 1° 28′ 03″ E / 41.48447028°N,1.46736306°E 883.9 msnm |           |                      | Modifica les dades a Wikidata |
|        | la Talaia         | Santa Maria de Miralles Bellprat | muntanya     |         | 41° 29′ 36″ N, 1° 29′ 20″ E / 41.4932°N,1.48892°E 727 msnm          |           | La Talaia (Bellprat) | Modifica les dades a Wikidata |

## pont
| imatge | Nom                | Ubicat a | instància de | Detalls | coordenades                                                         | Protecció                                  | Commons (més fotos) | Dades a WD                    |
| ------ | ------------------ | -------- | ------------ | ------- | ------------------------------------------------------------------- | ------------------------------------------ | ------------------- | ----------------------------- |
|        | Pont de la Garsa   | Bellprat | pont         |         | 41° 30′ 09″ N, 1° 25′ 51″ E / 41.5025064080368°N,1.43084500234565°E |                                            |                     | Modifica les dades a Wikidata |
|        | Pont de la Plana   | Bellprat | pont         |         | 41° 30′ 02″ N, 1° 29′ 04″ E / 41.5006676567938°N,1.48446832323274°E |                                            |                     | Modifica les dades a Wikidata |
|        | Pont del Coll Roig | Bellprat | pont         |         | 41° 30′ 54″ N, 1° 24′ 28″ E / 41.5148990200352°N,1.40783679163121°E |                                            |                     | Modifica les dades a Wikidata |
|        | Pont del riu Boix  | Bellprat | pont         |         | 41° 30′ 17″ N, 1° 25′ 33″ E / 41.50468°N,1.42577°E                  | bé integrant del patrimoni cultural català |                     | Modifica les dades a Wikidata |

## serra
| imatge | Nom               | Ubicat a                                            | instància de | Detalls | coordenades                                                         | Protecció | Commons (més fotos) | Dades a WD                    |
| ------ | ----------------- | --------------------------------------------------- | ------------ | ------- | ------------------------------------------------------------------- | --------- | ------------------- | ----------------------------- |
|        | Serra de Miralles | Santa Maria de Miralles Bellprat Sant Martí de Tous | serra        |         | 41° 31′ 15″ N, 1° 29′ 58″ E / 41.5209°N,1.49957°E                   |           | Serra de Miralles   | Modifica les dades a Wikidata |
|        | Serra del Pany    | Bellprat Pontils                                    | serra        |         | 41° 29′ 18″ N, 1° 28′ 01″ E / 41.48839444°N,1.46701611°E 883.9 msnm |           |                     | Modifica les dades a Wikidata |
|        | serra de Pinyol   | Bellprat Santa Maria de Miralles                    | serra        |         | 41° 29′ 31″ N, 1° 29′ 13″ E / 41.49185556°N,1.48693889°E 764.9 msnm |           |                     | Modifica les dades a Wikidata |
|        | serra de Queralt  | Bellprat                                            | serra        |         | 41° 30′ 33″ N, 1° 26′ 39″ E / 41.5091°N,1.44403°E                   |           |                     | Modifica les dades a Wikidata |

## Misc
| imatge | Nom                                              | Ubicat a                                                    | instància de                                   | Detalls                                                 | coordenades | Protecció                                            | Commons (més fotos)                              | Dades a WD                    |
| ------ | ------------------------------------------------ | ----------------------------------------------------------- | ---------------------------------------------- | ------------------------------------------------------- | --- | ---------------------------------------------------- | ------------------------------------------------ | ----------------------------- |
|        | Bellprat                                         | Bellprat                                                    | entitat singular de població capital municipal | 69 hab                                                  | 41° 31′ 06″ N, 1° 25′ 56″ E / 41.51830668°N,1.43223599°E 639 msnm                                                                     |                                                      |                                                  | Modifica les dades a Wikidata |
|        | Espai Natural Protegit Serra de Miralles-Queralt | Bellprat Santa Maria de Miralles Santa Margarida de Montbui | espai d'interès natural àrea protegida         | Superfície: 2887ha                                      | 41° 31′ 02″ N, 1° 29′ 31″ E / 41.517247°N,1.492001°E                                                                                  |                                                      | Espai Natural protegit Serra de Miralles-Queralt | Modifica les dades a Wikidata |
|        | casa consistorial de Bellprat                    | Bellprat                                                    | casa consistorial                              |                                                         | 41° 31′ 02″ N, 1° 26′ 04″ E / 41.5172433°N,1.434445°E                                                                                 |                                                      |                                                  | Modifica les dades a Wikidata |
|        | castell de Queralt                               | Bellprat                                                    | castell                                        | Estil: arquitectura romànica                            | 41° 30′ 49″ N, 1° 27′ 30″ E / 41.5136°N,1.45833°E ca:Camí que surt de la carretera de la Llacuna a Santa Coloma de Queralt, km, 7,700 | bé d'interès cultural bé cultural d'interès nacional | Castell de Queralt (Bellprat)                    | Modifica les dades a Wikidata |
|        | riu Gaià                                         | Conca de Barberà Alt Camp Tarragonès                        | curs d'aigua                                   | Desemboca: mar Mediterrània Llarg: 59km Conca: 423.8km² | 41° 31′ 55″ N, 1° 23′ 15″ E / 41.531903°N,1.38742°E 41° 07′ 53″ N, 1° 22′ 03″ E / 41.131362°N,1.367462°E                              |                                                      | Gaià River                                       | Modifica les dades a Wikidata |